# Anzeiger für Schweizerische Altertumskunde

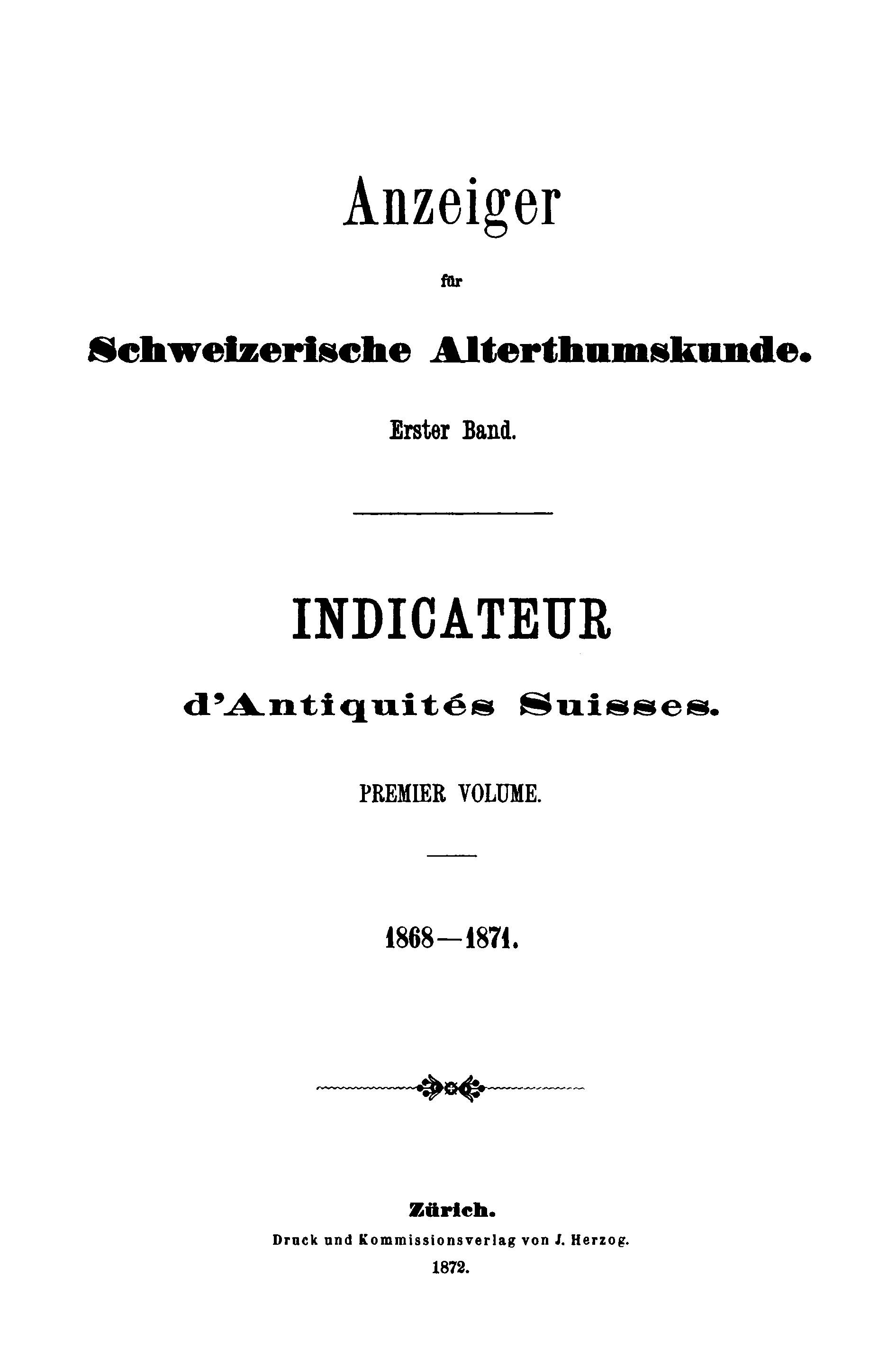
Der erste Band des Anzeiger für schweizerische Alterthumskunde, 1868–1871

Der Anzeiger für Schweizerische Altertumskunde (auf Französisch Indicateur d’antiquités suisses) war eine historische Zeitschrift, die 1868 gegründet wurde. Der Anzeiger wurde von der Gesellschaft für Vaterländische Alterthümer in Zürich herausgegeben. Er befasste sich mit der Geschichte der Schweiz bis in die römische Zeit und weiter zurück. Seine Vorgänger waren die Berichte der Antiquarischen Gesellschaft in Zürich. Der Anzeiger erschien in 8 Bänden zwischen 1869/1871 (Band 1) und 1896/1898 (Band 8). Von 1899 bis 1938 erschien die sogenannte Neue Folge des Anzeigers in 23 Bänden. Die Nachfolgerin des Anzeigers ist seit 1939 die Zeitschrift für Schweizerische Archäologie und Kunstgeschichte.